# Метеотрон
Метеотро́н (фр. météotron) — искусственный тепловой источник конвекции в атмосфере, предназначенный для создания дождевых облаков. Изобретён французским профессором Анри Дессеном в 1961 году.

## Принцип действия
Принцип воздействия метеотрона на атмосферу заключается в создании мощного потока тёплого влажного воздуха, направленного вертикально вверх, «на высоте около километра энергия такой струи иссякает, что не позволяет воздействовать на наиболее влагонасыщенные облака». В результате в пространстве над метеотроном создаётся область пониженного давления, что может привести к возникновению циклона.

## История
Впервые устройство, послужившее в будущем основой метеотрона, было опробовано в 1954 году в окрестностях французского города Ланнемезан (фр. Lannemezan). Сам метеотрон как готовое изобретение был опробован Анри Дессеном в 1961 году. Он представлял собой устройство, в котором происходил нагрев воздуха, поднимавшегося в результате вверх. В 1979 году более совершенное устройство «Суперметеотрон» было разработано в СССР и построено в Армянской ССР около озера Севан. Опыты по образованию искусственных осадков производила Армянская противоградовая военизированная служба. В нём горячий воздух создавался отработавшими свой ресурс турбореактивными авиадвигателями. Всего в состав этого метеотрона входило шесть двигателей от самолёта Ту-104, воздух в установке разогревался до 1100 градусов и выбрасывался вверх со скоростью свыше 500 м/с, мощность установки превышала один гигаватт.